# Fabrizio Cortesi
Fabrizio Cortesi ( 1879-1949) fue un botánico curador y explorador italiano. Recolectó en Italia y en Etiopía.
Fue el tercer conservador del Orto Botanico dell'Università di Catania, siguiendo a P. Romualdo Pirotta y a Emilio Chiovenda. Fue también asociado con el Muséum national d'histoire naturelle y del Natural History Museum (BM)

## Honores

### Eponimia
- (Asteraceae) Eurydochus cortesii S.Díaz[3]

- (Orchidaceae) Anacamptis × cortesii (E.G.Camus & A.Camus) B.Bock[4]

- (Orchidaceae) Habenaria cortesii R.González & Cuev.-Fig.[5]

- (Orchidaceae) Orchis × cortesii Zodda[6]

- (Sapotaceae) Chiclea cortesiana Lundell[7]

- La abreviatura «Cortesi» se emplea para indicar a Fabrizio Cortesi como autoridad en la descripción y clasificación científica de los vegetales.[8]